# ملعب الحسن
ملعب الحسن إحدى مرافق مدينة الحسن للشباب يقع في مدينة إربد في شمال الأردن وعلى بعد 88 كيلو متر شمال العاصمة عمان تأسس عام 1990. تم صيانته أكثر من مرة وكان اخرها سنة 2013 ويتسع إلى  ت1500 مفرج منها م4500ظمعد ملظل.

## اخر تجديد
قامة ادارة المدينة في عام 2015 بالعمل على تجديد الملعب والعمل على المتطلبات التي تضع الملعب في قمة جاهزيته. حيث تم انجاز الساعة الالكترونية للاستاد وتركيب مقاعد المتفرجين والتي تم تجهيز مواقعها في الدرجتين الأولى والثانية والتي تبلغ حوالي 12 الف مقعد لاسيما وان سعة الاستاد كانت بدون مقاعد بلاستيكية ما يقارب 15 الف متفرج. والقيام بتوسعة المنصة الاعلامية بمواصفات عالية من حيث الاستيعاب والتجهيزات الفنية والخدمات الاعلامية لتسهيل مهمة الاعلاميين في تغطية الاحداث الرياضية بكل سهولة ويسر. ويجري العمل على تركيب نفق اللاعبين امام مدخل الاستاد الشرقي نحو الملعب لتوفير الحماية للاعبين والاداريين وطاقم التحكيم، إلى جانب توفير الغطاء لارضية الملعب اثناء فصل الشتاء وتجنب تراكم مياه الأمطار والتي عطلت العديد من اللقاءات الرسمية في وقت سابق من الموسم الحالي.

## أهم الأحداث التي إستضافها الملعب
- عدداً من مباريات كرة القدم في دورة الألعاب العربية 1999 .
- مباريات منتخب الأردن في التصفيات المؤهلة لكأس العالم لكرة القدم 1994 .
- عدداً من المباريات الهامة للفرق الأردنية وخصوصاً أندية محافظة اربد في البطولات العربية والآسيوية.

وسيستضيف الاستاد عدداً من المباريات خلال كأس العالم للسيدات تحت 17 سنة في عام 2016 التي سيستضيفها الأردن.

## وصلات
- الموقع الرسمي لمدينة الحسن للشباب